# Пегуза (деревня)
Пегуза — опустевшая деревня в Солигаличском муниципальном районе Костромской области. Входит в состав Солигаличского сельского поселения

## География
Находится в северо-западной части Костромской области на расстоянии приблизительно 17 км на юг по прямой от города Солигалич, административного центра района у одноименной речки.

## История
В 1907 году здесь (тогда усадьба) учтено было 2 двора —30.

## Население
Постоянное население составляло 13 человек (1897 год), 2 (1907), 0 в 2002 году (русские 99 %), 0 в 2022.